# Le Frisur (альбом)
Le Frisur (с нем. «Причёска») — концептуальный студийный альбом немецкой панк-рок группы Die Ärzte, изданный в 1996 году. Альбом является седьмым студийным релизом коллектива и полностью придерживается единой концепции: все песни так или иначе посвящены одному из главных рок-атрибутов — прическе. В Германии пластинка заняла 4 место в национальном чарте. 

## Информация о альбоме
Первоначально Le Frisur планировался только как концептуальный EP, по той причине, что для альбома Planet Punk было написано слишком много песен и в том числе касающихся темы причёсок. Поэтому было решено написать дополнительные песни на тему волос, чтобы опубликовать их как мини-альбом. Группа записала в общей сложности 17 песен за относительно короткий промежуток времени, 14 дней, так что вместо EP, к большому недовольству звукозаписывающей компании, был выпущен целый полноценный альбом.
Релиз является одним из наименее коммерчески успешных альбомов после возвращения группы в 1993 году. Это могло быть связано с содержанием, которое, в силу абсурдности, не очень совместимо с массовой публикой, и с тем фактом, что после выпуска предыдущего альбома прошло совсем мало времени. В 2003 году Фарин Урлауб, вспоминая то время, сказал в одном из интервью: «В то время наша звукозаписывающая компания думала, что мы облажались с Le Frisur, так как альбом плохо продавался. Но дело не в этом. Если бы дело было только в этом, Дитер Болен был бы лучшим музыкантом в мире. Но это не так!».

## Список композиций

#### Альбом
| №   | Название                                                                  | Текст песни                    | Музыка                         | Длительность |
| --- | ------------------------------------------------------------------------- | ------------------------------ | ------------------------------ | ------------ |
| 1.  | «Erklärung» ("Предисловие")                                               | Felsenheimer                   | Felsenheimer, Gonzalez, Urlaub | 0:55         |
| 2.  | «Mein Baby war beim Frisör» ("Моя детка была в парикмахерской")           | Urlaub                         | Urlaub                         | 2:16         |
| 3.  | «Vokuhila Superstar» ("Маллет суперзвезда")                               | Felsenheimer                   | Felsenheimer                   | 4:59         |
| 4.  | «3-Tage-Bart» ("3-дневная щетина")                                        | Urlaub                         | Felsenheimer, Urlaub           | 3:03         |
| 5.  | «No Future (Ohne neue Haarfrisur)» ("Будущего нет (без новой прически)")  | Urlaub                         | Urlaub                         | 2:07         |
| 6.  | «Look, Don't Touch»                                                       | Felsenheimer                   | Felsenheimer                   | 2:15         |
| 7.  | «Straight Outta Bückeburg»                                                | Urlaub                         | Urlaub                         | 4:28         |
| 8.  | «Medusa-Man (Serienmörder Ralf)» ("Серийный убийца Ральф")                | Felsenheimer                   | Felsenheimer, Ludwig           | 5:56         |
| 9.  | «Haar» ("Волосы", кавер на мюзикл Волосы)                                 | Brandin                        | MacDermot                      | 4:07         |
| 10. | «Dauerwelle vs. Minipli» ("Химическая завивка против бигуди")             | Felsenheimer, Gonzalez, Urlaub | Felsenheimer, Gonzalez, Urlaub | 0:53         |
| 11. | «Der Afro von Paul Breitner» ("Афро Пауля Брайтнера")                     | Felsenheimer, Gonzalez, Urlaub | Felsenheimer, Gonzalez, Urlaub | 1:59         |
| 12. | «Motherfucker 666»                                                        | Urlaub                         | Urlaub                         | 3:00         |
| 13. | «Monika»                                                                  | Urlaub                         | Urlaub                         | 0:44         |
| 14. | «Hair Today, Gone Tomorrow» (отсылка к песне "Here Today, Gone Tomorrow") | Felsenheimer                   | Felsenheimer                   | 2:54         |
| 15. | «Am Ende meines Körpers» ("В конце моего тела")                           | Urlaub                         | Urlaub                         | 2:46         |
| 16. | «Kaperfahrt»                                                              | Traditional                    | Traditional                    | 2:20         |
| 17. | «Zusammenfassung» ("Заключение")                                          |                                |                                | 0:04         |

#### Сингл — "3-Tage-Bart"
1. 3-Tage-Bart
2. Chanson d’Albert
3. Haar (Vader Abraham Respect-Mix)
4. In den See! Mit einem Gewicht an den Füßen!
5. Opfer (live von Chris Heckmann)

#### Сингл — "Mein Baby war beim Frisör"
1. Mein Baby war beim Frisör
2. Zusamm’fassung (extended 1-13)